# Giulio Manfrone
Giulio Manfrone (Schio, 1490/1492 – Cremona, 15 agosto 1526) è stato un condottiero italiano.

## Biografia

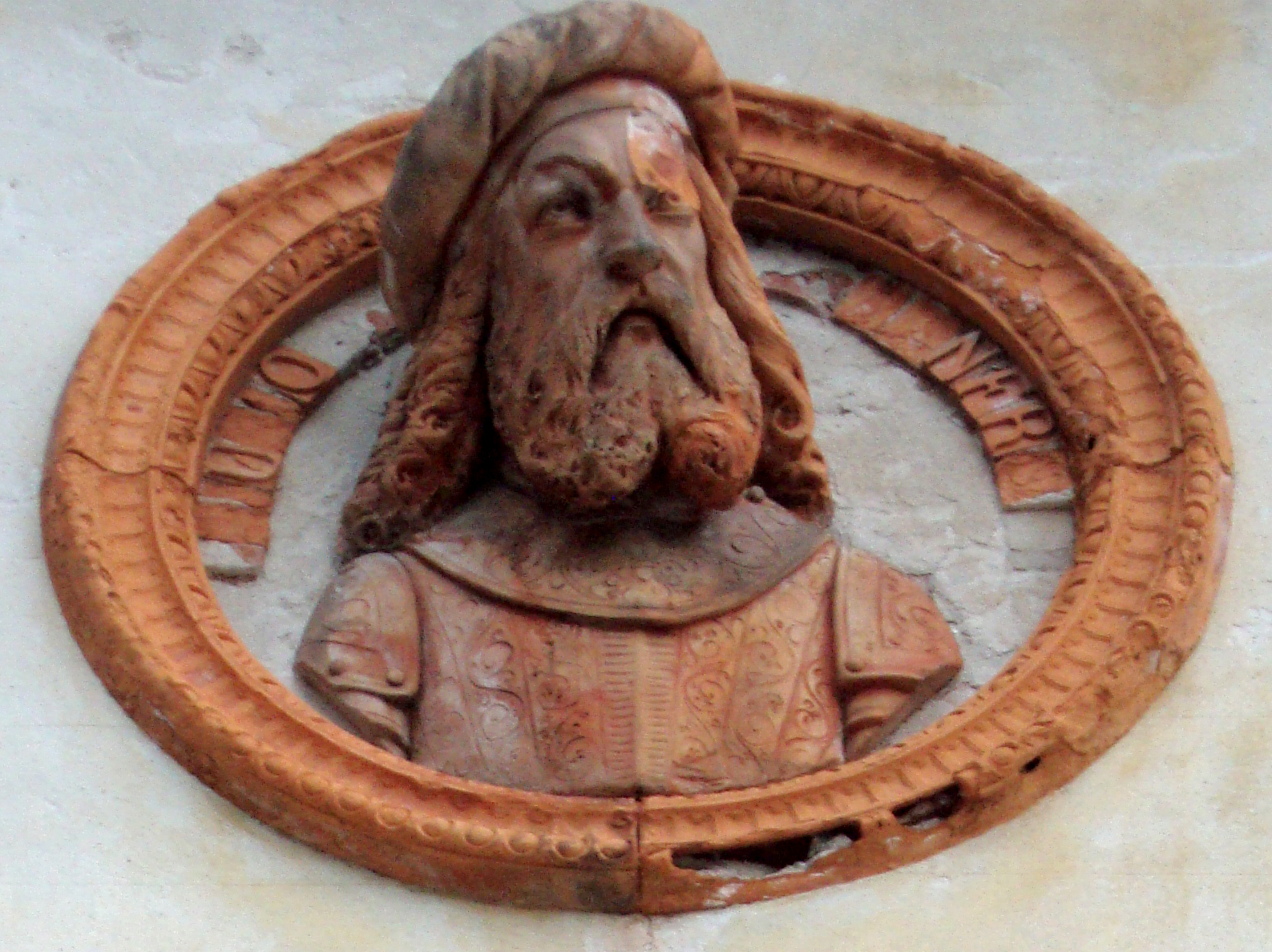
Busto di Giulio Manfron posto sulla facciata del teatro Jacquard a Schio, 1868

Era figlio del condottiero Giampaolo Manfrone detto "Fortebraccio" e di Angela Mele, nobile napoletana. Iniziò la sua carriera militare nel 1509 accanto al padre contro i Pontifici. Nel 1512 mentre combatteva a Brescia venne catturato da Gaston de Foix-Nemours e liberato solo dopo il pagamento di un riscatto. Nel 1513 partecipò alla difesa di Padova.
Ebbe una vita dissoluta e all'età di circa vent'anni fu incolpato con alcuni suoi uomini di aver usato violenza ad una giovane donna di Oderzo. Bartolomeo d'Alviano, comandante al tempo delle truppe veneziane, ne ordinò la cattura. Grazie all'intervento del padre venne perdonato. Nell'agosto del 1515 combatté a fianco dell'Alviano in Lombardia. Partecipa con Teodoro Trivulzio alla fine del 1521 della difesa di Milano, sfuggendo alla cattura degli imperiali.
Morì in combattimento sotto le mura di Cremona nel 1526, partecipando all'assedio con Malatesta IV Baglioni.

## Discendenza
Giulio sposò Beatrice Roverella (?-1526), figlia di Gerolamo e contessa di Montenovo ed ebbero quattro figli:
- Giulio jr.
- Giulia
- Angela
- Giampaolo (1523-1552), sposò Lucrezia Gonzaga

Beatrice si risposò nel 1535 con Ercole Rangoni (?-1572), figlio di Gherardo (?-1522).